# Svjatoslav 1. af Kijev
Svjatoslav 1. Igorevitj (gammel østslavisk: Ст҃ославъ / Свѧтославъ Игорєвичь; russisk: Святослав Игоревич; ukrainsk: Святослав Ігорович; 943 – 26 March 972) var Storfyrste af Kijev. Han er berømt for sine vedvarende felttog mod øst og mod syd, hvor han underlagde sig to store riger i Østeuropa: Khazarerne og Det første bulgarske rige. Han underlagde sig også adskillige østslaviske stammer, besejrede Alanerne og angreb Volgabulgarerne, og var til tider allieret med petjenegierne og magyarerne (ungarerne).
Hans periode som hersker over Kijevriget var kendetegnet ved rigets hurtige ekspansion ind i Volgas floddal, den pontiske steppe og i Balkan. Da Svjatoslavs korte liv endte, herskede han over den største stat i Europa. Han flyttede i 969 rigets hovedstad fra Kijev til Perejaslavets ved Donau (i dag Nufăru i Rumænien). I modsætning til sin mor, der konverterede til kristendommen, forblev Svjatoslav hedning hele sit liv. Som følge af hans tidlige død, hvor han faldt i et baghold, blev hans erobringer ikke konsolideret ind i et kontrolleret rige, og hans manglende sikring af en arvefølge førte til bitter konflikt mellem hans tre sønner, hvoraf de to blev dræbt.

## Navn
Nestorkrøniken angiver Svjatoslav som den første regent af Kijevriget med et slavisk navn i modsætning til hans forgængere, der havde norrøne navne. Nogle historikere anser navnet Svjatoslav bestående af de slaviske rødder for "hellig" og "ære" som en kunstig afledning af navnene på sine forgængere Oleg og Rurik, men nyere forskere betvivler, at der er sket en sådan oversættelse af navnene til et andet sprog. Det norrøne navn Sveinald eller Sveneld svarer til det slaviske Svjatoslav.

## Opvækst og personlighed
Der foreligger ingen oplysninger om Svjatoslavs opvækst i Novgorod. Svjatoslavs fader, Igor, blev dræbt af drevljanerne omkring år 945, og hans moder, Olga, regerede i Kijev indtil Svjatoslav blev myndig omkring 963. Nestorkrønikens oplysninger om kronologien må dog tages med et gran salt; hvis Olga var født omkring 879 som hævdet i Nestorkrøniken, ville hun have været omkring 63-65 år gammel ved Svjatoslavs fødsel.
Svjatoslav blev undervist af en væring ved navn Asmud. Traditionen med at ansætte væringer som lærere for fyrsternes sønner overlevede til langt ind i det 11. århundrede. Ifølge kilderne udviste Svjatoslav ikke den store interesse i administrative forhold, men brugte i stedet det meste af sit voksen liv sammen med sit følge (drusjina) i permanent krig mod rigets naboer.
Svjatoslavs udseende er detaljeret beskrevet af den byzantinske historiker Leo Diaconus, der var til stede ved Svjatoslavs møde med den byzantinske kejser Johannes 1. Tzimiskes. Ifølge Leo Diaconus' beskrivelse var Svjatoslav en lysøjet mand af gennemsnitlig højde, men af kraftig bygning, meget mere robust end Tzimiskes. Han var skaldet med et tvedelt skæg og et busket overskæg. Han foretrak at klæde sig i hvidt, og det blev bemærket, at hans klæder var meget renere end hans mænds, selvom han havde meget til fælles med sine krigere. Han bar en enkelt stor guldørering med en amulet og to perler.

## Religion
Svjatoslavs moder, Olga, konverterede til kristendommen foran den byzantinske kejsers hof i Konstantinopel i 957, da hun var omkring 67 år gammel. Svjatoslav forblev dog hedning hele sit liv. I en traktat i 971 mellem Svjatoslav og kejser Johannes 1. Tzimiskes sværgede Rus'erne ved de slaviske guder Perun og Veles. Ifølge Nestorkrøniken mente Svjatoslav, at hans følge af krigere (drusjina) ville miste respekten for ham, hvis han konverterede til kristendommen.

## Familie
Der vides ikke meget om Svjatoslavs familieliv. Det er muligt, at han ikke var den eneste (eller ældste) søn af sine forældre. I en traktat mellem Kijevriget og Det byzantinske rige fra 945 nævnes Predslava, der angives at være den mægtigste kvinde i Rus' og at være Volodislavs hustru. Historikeren George Vernadsky og flere andre antager, at Volodislav var Igors ældste søn og arving, og at han døde på et tidspunkt under Olgas regeringsperiode. Andre krøniker og overleveringer anfører, at Oleg (? - 977?) var Igors ældste søn. Ved Igors død var Svjatoslav et lille barn, der voksede op med sin mor.
Svjatoslav havde flere børn med sine hustruer og friller. Med hustruerne fik han bl.a. Jaropolk og Oleg. Med Malusja fik han Vladimir, der senere blev hersker over Kijevriget og kristnede dette.

## Felttog mod øst
Kort efter at være besteget tronen, indledte Svjatoslav en række felttog for at udvide Kijevriges kontrol over Volga-dalen og den pontiske steppe. Hans største succes var erobringen af Khazarernes rige, der i århundreder have været blandt de stærkeste magter i Østeuropa. Det er uklart, hvad der havde forårsaget konflikten mellem Rus' og khazarerne. Konflikten kan have haft udspring i kontrollen med handelsruterne langs Volga, ligesom nogle historikere fremhæver muligheden for, at Det Byzantinske Rige havde opildnet konflikten, da byzantinerne kom i konflikt med khazarerne som følge af den byzantinske kejser Romanos 1.'s jødeforfølgelser.
Svjatoslav begyndte sine felttog ved at forsøge at få khazarernes vasal-stammer til at skifte loyalitet. De stammer, der ikke ville støtte Svjatoslav, som Vjatikkerne, blev angrebet og blev tvunget til at betale tribut til Kijevriget i stedet for khazarerne. På vejen til floderne Oka og Volga angreb han det Volgabulgarske rige bl.a. ved brug af lejesoldater i form af beredne nomader.
Svjatoslav ødelagde khazarernes by Sarkel omkring 965 og plyndrede formentlig også byen Kertj på Krim. I Sarkel grundlagde han en rus' bosættelse, kaldet Belaja Vjesja ("det hvide tårn" eller "den hvide fæstning", østslavisk oversættelse af "Sarkel"). Han ødelagde herefter khazarernes hovedstad Atil. Der er blandt historikere uenighed om rækkefølgen af erobringen og ødelæggelsen af de to byer.
Svjatoslav besatte ikke khazarernes områder nord for Kaukasus permanent, men trak sig tilbage efter at have plyndret områderne. På vej tilbage mod Kijev angreb han the osseterne og tvang dem til undergivelse. De militære sejre over khazarerne banede vejen for, at Kijevriget kunne dominere nord-syd handelsruterne over stepperne og over Sortehavet, handelsruter, der tidligere havde givet khazarerne store indtægter. Herudover førte Svjatoslavs felttog til slaviske bosættelser i områderne, hvilet væsentlig ændrede demografien og kulturen i områderne mellem skov og steppe.

## Felttog på Balkan
Udslettelsen af khazarerne blev gennemført ved en russisk-byzantinske alliance, der blev indgået efter Igors byzantinske felttog i 944. De tætte militære bånd mellem Rus' og Byzans illustreres af, at en russisk delegation fulgte den byzantinske kejser Nikeforos 2. under dennes sejrrige flådeangreb mod Kreta. I 967 eller 968 sendte Nikeforos en udsending til Svjatoslav for at overtale ham til at bistå byzantinerne i en krig mod Det Første Bulgarske Rige. Svjatoslav blev betalt 15.000 pund guld og drog af sted med en 60.000 mand stor hær.  Det lykkedes Svjatoslav at besejre den bulgarske hersker Boris 2., der blev taget til fange af byzantinerne og ført til Konstantinopel som fange. Svjatoslav underlagde sig det nordlige Bulgarske rige.
Mens Svjatoslav var optaget på Balkan, havde byzantinerne betalt petjenegierne til at angribe og belejre Kijev, hvor Svjatoslavs mor, Olga, opholdt sig med Svjatoslavs søn Vladimir. Belejringen blev brudt af Svjatoslavs drusjina, hvorefter petjenegierne trak sig tilbage. Olga sendte et bebrejdende brev til Svjatoslav, der vendte tilbage og besejrede petjenegierne.
Svjatoslav afviste af overgive sine erobringer på Balkan til byzantinerne, og der opstod derfor et modsætningsforhold mellem parterne. Til bojarernes (adelens) og Olgas ærgrelse besluttede Svjatoslav at flytte sin hovedstad til Perejaslavets ved Donaus munding for at skabe et nyt handelscentrum. I Nestorkrøniken er for året 969 forklarer Sviatoslav om flytningen til Perejaslavets, at der er der, hvor "alle rigdomme flyder: Guld, silke, vin og frugter fra Grækenland, sølv og heste fra Ungarn og Böhmen, og fra Rus' skind, voks, honning og slaver".
I sommeren 969 forlod Svjatoslav atter Rus' og opdelte sit rige i tre dele, der skulle regeres af hver af sine tre sønner i Svjatoslavs fravær. Han invaderede atter det Bulgarske Rige, hvor han bl.a. erobrede byen Philippopolis, hvis indbyggere han massakrerede. Nikeforos reagerede ved at udbygge Konstantinopels forsvarsværker og samlede nye enheder af kavaleri. Under Nikeforos forberedelser, blev han afsat og myrdet af Johannes Tzimiskes, der således blev ny byzantinsk kejser.
Johannes Tzimiskes forsøgte uden held at overtale Svjatoslav til at forlade Bulgarien. Svjatoslav trodsede Byzans og gik over Donau og belejrede Adrianopel, hvilket skabte panik i Konstantinopels gader i sommeren 970. Senere på året iværksatte byzantinerne en modoffensiv, hvor de besejrede Svjatoslavs koalition af russere, petjenegiere, ungarere og bulgarere ved Slaget ved Arcadiopolis.
Svjatoslav trak sig tilbage til Dorostolon, hvor han blev omringet og belejret af byzantinerne. Svjatoslav måtte indgå en fredsaftale med Johannes Tzimiskes, hvorefter han opgav sine erobringer på Balkan og på Krim og at trække sig tilbage til vest for floden Dnepr. Til gengæld sikrede den byzantinske kejser rus'erne forsyninger og sikker passage hjem. Svjatoslav drog herefter med sine mænd hjem til sin hovedstad og gjorde undervejs holdt ved øen Berezan ved Dneprs munding, hvor de slog lejr for vinteren. Ifølge Nestorkrøniken blev lejren ramt af sult nogle måneder efter.

## Død og eftermæle
Den byzantinske kejser frygtede, at freden med Svjatoslav ikke ville holde, og han indgik derfor en aftale med petjenegiernes khan Kurja om at dræbe Svjatoslav før han nåede tilbage til Kijev. Ifølge de slaviske krøniker var Svjatoslav blevet advaret mod et baghold på vejen, men han havde ignoreret advarslen. Han blev angrebet og dræbt af petjenegierne, da han forsøgte af passere øen Khortitjja i begyndelsen af 972. Ifølge Nestorkrøniken lod petjenegierne fremstille en drikkeskål af Svjatoslavs kranium. 
Efter Svjatoslavs død voksede spændingerne mellem hans to legitime sønner Oleg og Jaropolk, der kulminerede i 976, hvor Oleg blev dræbt. I 977 flygtede Vladimir fra Novgorod for at undgå Olegs skæbne. Vladimir tog til Skandinavien, hvor han samlede en hær af væringer og vendte tilbage i 980, hvor han dræbte Jaropolk og overtog tronen som hersker over Kijevriget.